# 205
205是204與206之間的自然數。

## 在數學中
- 合數，正因數有1、5、41和205。
質因數分解為{\displaystyle 5\times 41}。
- 虧數，真因數和為47，虧度為158。
- 不尋常數，大於平方根的質因數為41。
- 第66個半質數。前一個為203、下一個為206。
- 無平方數因數的數。
- 第97個十进制的等數位數。前一個為203、下一個為211。

## 在其它领域中
- 貝爾204/205直升機，UH-1直升機的民用型版本。
- 標緻205，法國生產的汽車。
- 日本國鐵205系電聯車